# 트라이파이터
트라이파이터는 클론전쟁 막바지에서 에피소드3까지 사용되었던 무인 전투 드로이드다. 트라이파이터는 벌쳐드로이드만으로는 공화국의 ARC-170과의 교전에서에는 싸움에 이기기 어렵다고 생각해서 만들었다. 버즈드로이드가 내장되어있으며 실제로 ARC-170과의 도그파이팅을 한 경우 트라이파이터의 승리였다. 하지만 제다이 스타파이터는 트라파이파이터보다 속력이 빨라 도그파이팅으로 피할 수 있었다. 트라이파이터의 전술방법으로는 엄청난 수의 벌쳐드로이드가 지원을 받으면서 이루어진다. 먼저 벌쳐드로이드가 상대방을 교란시키면 이 때를 틈타 트라이파이터가 차례차례 적을 처리하는 것이다.